# Lincolnshire Fen
Lincolnshire Fen var en gammal vild ponnyras från Fenlandsområdet i Storbritannien som dog ut under 1600-talet. Fenponnyn var en mycket tålig ponny som främst dog ut av att de vilda ponnyerna domesticerades och korsades med andra raser för att användas i gruvor eller som körhästar.

## Historia
Fenhästen levde sedan flera århundraden tillbaka i Fenlandsområdet i England. Området var känt för sitt fuktiga och ogästvänliga landskap, men ponnyn var väl anpassad för det klimatet. Fenhästen dog ut under 1600-talet av många olika anledningar. Det största hotet mot flockarna var när man grävde diken för att leda bort lera och vatten från området som skedde av holländska ingenjörer under mitten av 1600-talet. Många Lincolnshire Fen-ponnyer hade även sålts som gruvponnyer till norra England och Skottland under 1500-talet.
Innan ponnyn dog ut helt hade man fångat in några ponnyer som korsades med olika varmblodshästar för att få fram en travhästvariant av rasen som skulle användas som körhäst. Men då rasen aldrig blev riktigt lyckad och aveln slutade så dog Lincolnshiretravaren ut nästan samtidigt.

## Egenskaper
Fenponnyn var en otroligt tålig, frisk och stark ponny med kraftig päls. Rasen hade ett naturligt skydd mot dåligt väder och kunde överleva på väldigt lite foder. Lincolnshire Fen-ponnyerna var små, med en mankhöjd under 130 cm och de hade stora huvuden, raka ryggar och stora hovar.